# 吉草酸ブチル
吉草酸ブチル（きっそうさんブチル、英: Butyl Pentanoate）は、化学式C9H18O2で表される吉草酸エステルの一種である。

## 性質
リンゴやラズベリーを思わせるフルーティ香を持つ無色の液体である。日本の消防法では危険物第4類第二石油類（非水溶性）に区分される。

## 用途
フルーツ系やバター・チョコレートなどの食品フレーバーに2.6～8ppmほど用いられる。